# Михаїл (Сабрига)
Михаїл Сабрига (Сабрига Михайло Йосипович; 22 листопада 1940, Бортків, нині Золочівського району Львівської області — 29 червня 2006, Житомир; похований у селі Зарваниця Теребовлянського району Тернопільської області) — український релігійний діяч, єпископ УГКЦ.

## Життєпис
В 1963 році вступив до новіціяту отців Редемптористів у Львові й водночас розпочав богословські студії в підпільній семінарії. 8 листопада 1971 року склав монаші обіти. 24 лютого 1974 року Архієпископ Володимир Стернюк рукопоклав Михаїла Сабригу в сан священика.
Провадив підпільну душпастирську діяльність у Львівській, Тернопільській та Івано-Франківській областях. 11 жовтня 1986 року отримав єпископське свячення.
Після виходу УГКЦ з підпілля — єпископ-помічник кардинала Мирослава-Івана Любачівського у Львові. Від 1990 року — в Тернополі, від 1992 року — екзарх новоствореної Тернопільсько-Зборівської єпархії. Від 1993 року до відходу у вічність — єпископ Тернопільсько-Зборівської єпархії УГКЦ.
Як ініціатор відродження УГКЦ освятив новозбудовані і відновлені храми та богослужбові споруди на Тернопільщині, зокрема Монастир Святого Теодора Студита в с. Колодіївка Підволочиського району.
Співзасновник благодійного міжнародного фонду «Карітас» (1994). Засновник (1995) і видавець газети «Божий сіяч».
Благословив відбудову Марійського духовного центру в Зарваниці (Теребовлянський район).

## Нагороди
- Орден «За заслуги» 3-го ступеня (1999).

## Творчість
Автор статей і проповідей.
- «Зерна віри» — збірка проповідей (2013, вийшла у світ з нагоди 20-ї річниці створення Тернопільської єпархії та інтронізації владики Михаїла Сабриги)